# Esmalte alveolado

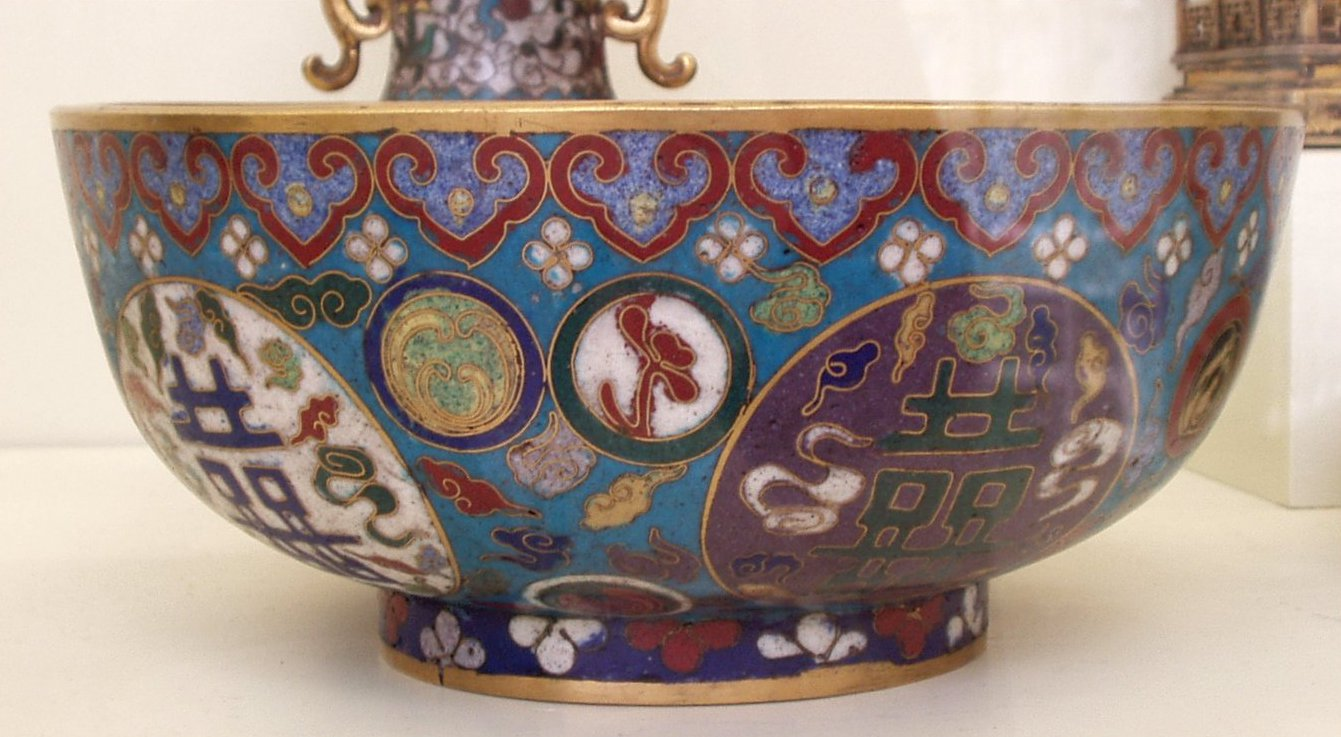
Cuenco de la dinastía Ming con esmalte alveolado en nueve colores.

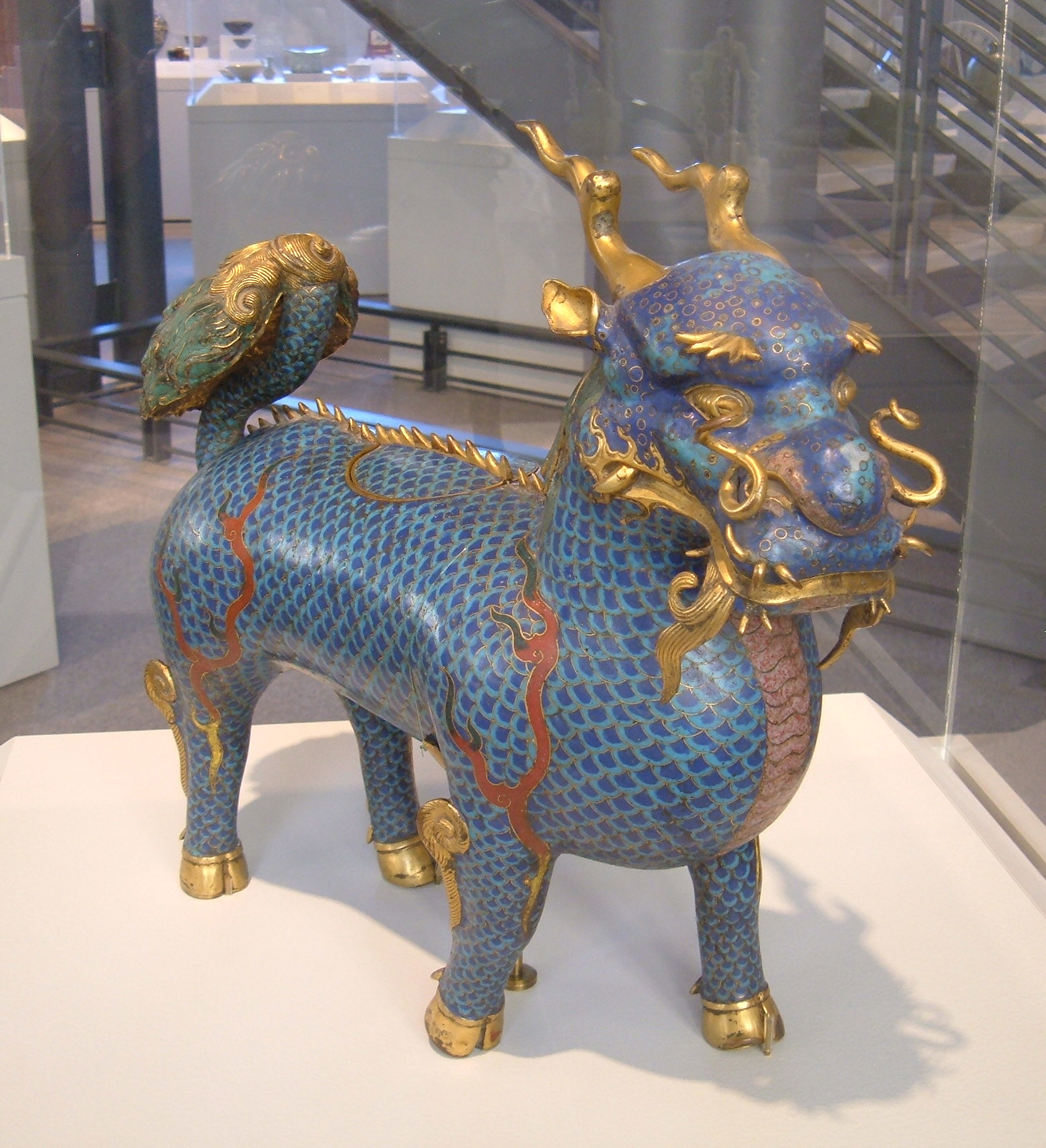
Quemador de incienso con esmalte cloisonné, siglos XVII-XVIII.

El esmalte alveolado o cloisonné es una antigua técnica para decoración de objetos metálicos, en siglos recientes mediante el uso de esmalte vidriado, y en periodos antiguos mediante el uso también de incrustaciones de piedras preciosas, vidrio y otros materiales. Los objetos tratados con esta técnica a veces son denominados cloisonné. Para realizar la decoración primero se agregan alvéolos o compartimentos (cloisons en francés) al objeto metálico soldando o adhiriendo alambres de plata, oro o delgadas cintas colocadas sobre sus cantos. Estos agregados son visibles en la pieza terminada, sirviendo de separación entre los numerosos compartimentos de esmalte o incrustaciones, los cuales a menudo son de diversos colores. Los objetos con esmaltado cloisonné son trabajados con una pasta preparada a base de polvo de esmalte que luego es preciso cocer en un horno. 
En España, se utilizó esta técnica en la época de los visigodos, son importantes los hallazgos de hebillas de cinturón encontradas en la necrópolis visigoda de Castiltierra (Segovia), siglos V-VII, son de bronce y hierro fundidos, con decoración en pasta vítrea siguiendo la técnica del mosaico de esmalte alveolado o cloisonné. También son de destacar las fíbulas aquiliformes, que se han descubierto en necrópolis como Duratón, o Madrona (localidades de Segovia).
En tiempos antiguos, esta técnica se usaba principalmente para decorar joyas y pequeños adornos para la ropa, armas u objetos similares pequeños decorados con diseños geométricos o esquemáticos, con gruesos tabiques entre los alvéolos. En el imperio bizantino se desarrollaron técnicas que utilizaban alambres más delgados para producir imágenes pictóricas, principalmente imágenes religiosas y joyería, usando siempre esmalte en vez de incrustaciones. Hacia el siglo XIV esta técnica del esmaltado había llegado a China, donde pronto fue utilizada para decorar grandes contenedores y vasos. Esta técnica se encuentra muy difundida y es muy utilizada en China aun en la actualidad, y durante el siglo XVIII se produjeron en Occidente numerosos objetos decorados con esmaltado alveolado utilizando estilos chinos.

## Historia

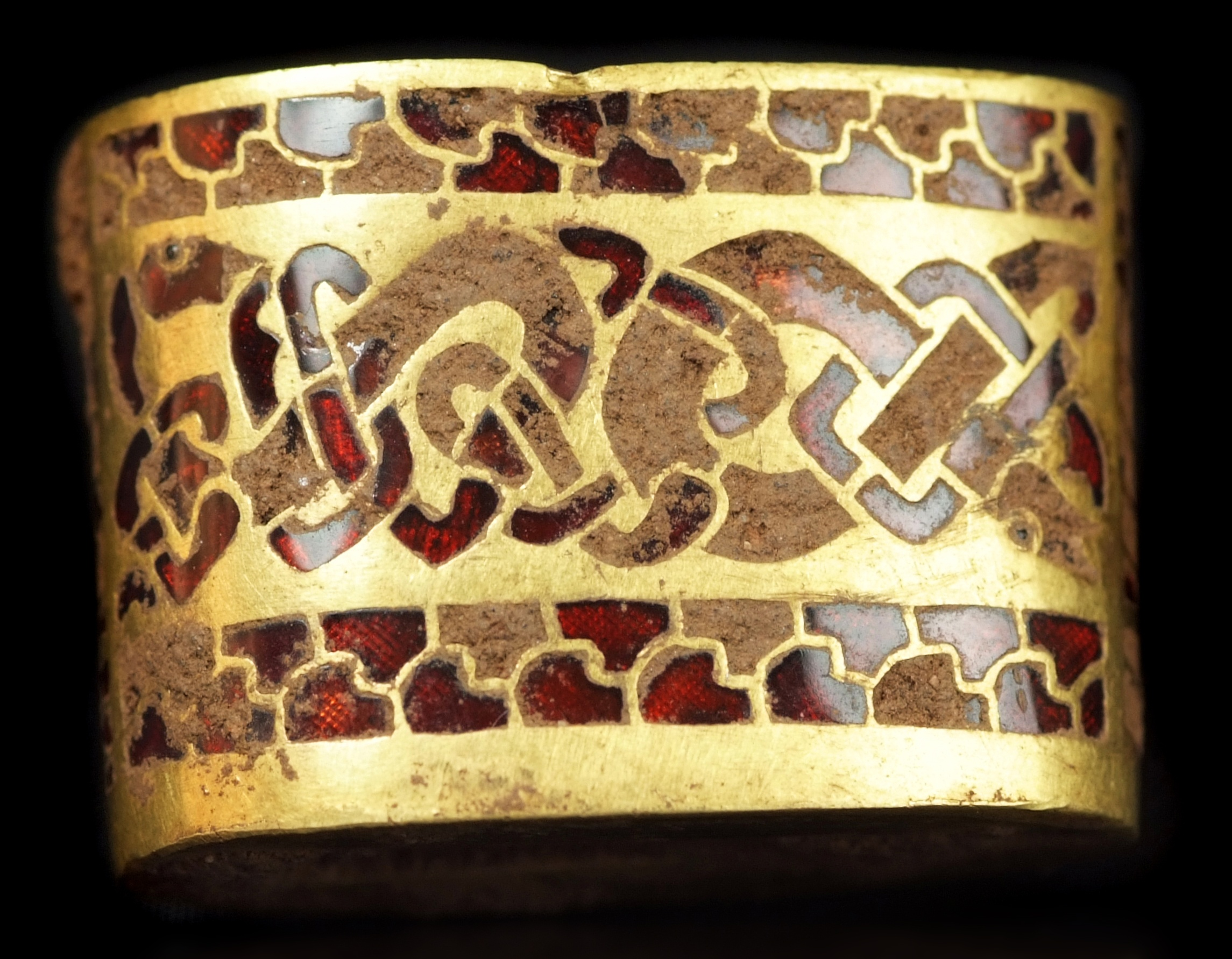
Decoración de una empuñadura de una espada anglosajona del siglo VIII (?), oro con incrustación cloisonné de granate.

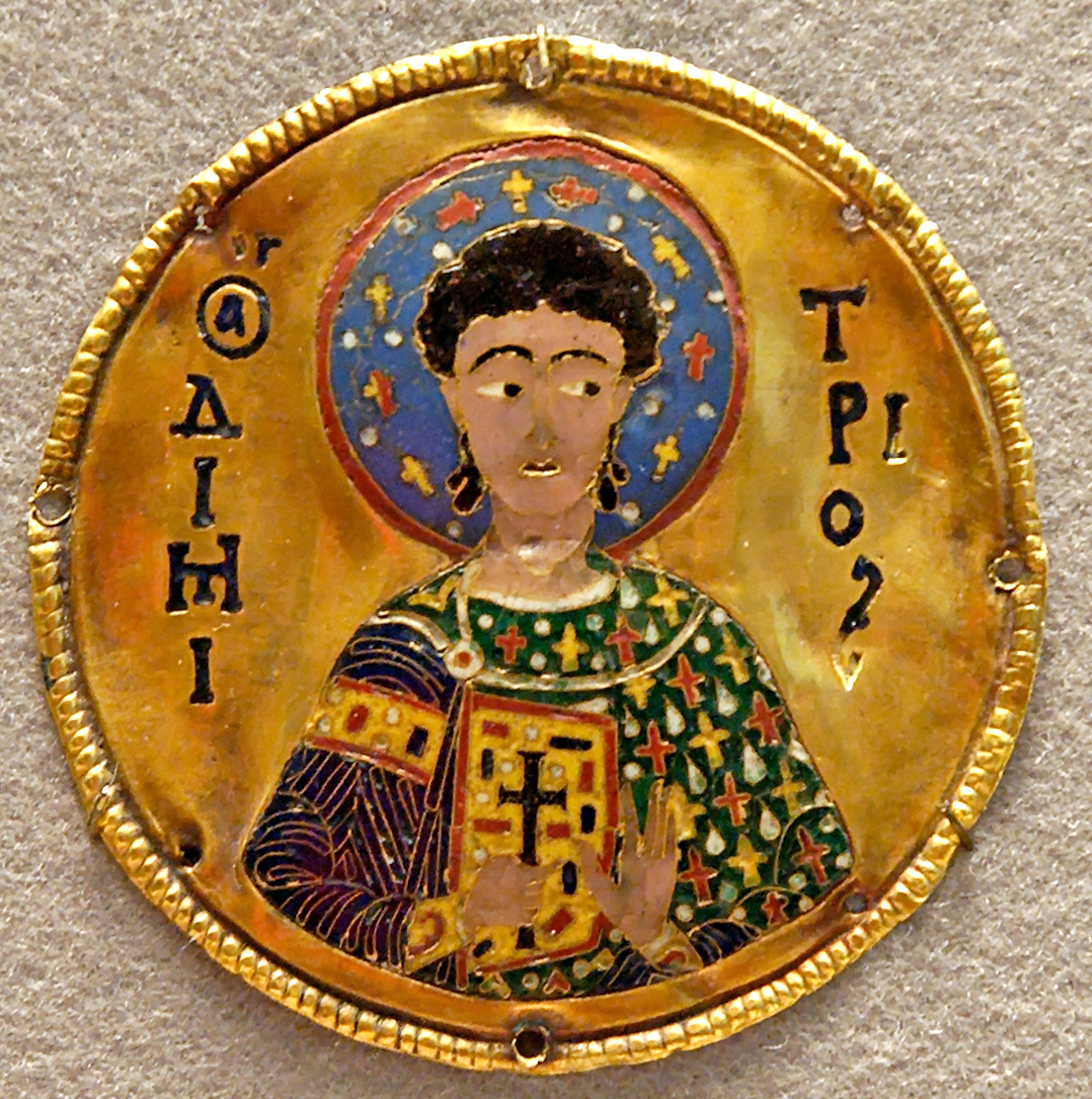
Placa bizantina con esmaltado cloisonné de San Demetrio, c. 1100, fabricada mediante la nueva técnica del alambre delgado. Las letras están producidas mediante la técnica de champlevé.

### Técnicas primitivas
El cloisonné es originario del antiguo Cercano Oriente, donde se lo usaba en joyería en piezas muy pequeñas tales como anillos, usando alambre delgado para formar los alvéolos. En la joyería del antiguo Egipto, incluidas las joyas pectorales de los faraones, se usan cintas más gruesas para formar los alvéolos, los cuales son pequeños. En Egipto se utilizaban tanto piedras preciosas y semipreciosas como también materiales tipo esmalte a veces denominado "pasta de vidrio". La técnica del cloisonné se difundió por las culturas de los pueblos circundantes y un tipo en especial, a menudo denominado cloisonné granate fue muy utilizado en el arte germánico de los pueblos "bárbaros" o migrantes de Europa, quienes utilizaban piedra preciosas, especialmente granates rojos, además de vidrio y esmalte, con alvéolos pequeños con gruesos tabiques divisorios. Los granates rojos y el oro forman un contraste de colores atractivo, y para los cristianos el granate era un símbolo de Cristo. En la actualidad se cree que este tipo se originó a finales de la antigüedad tardía en el Imperio bizantino y por lo tanto debe haber llegado hasta los pueblos germánicos a través de regalos de diplomáticos de objetos probablemente producidos en Constantinopla, siendo copiada la técnica por sus propios orfebres. El cloisonné con pasta de vidrio se fabricó en los mismos períodos con resultados similares, por ejemplo compare los adornos en oro anglosajones con granates (a la derecha) y el broche visigodo con pasta de vidrio en la galería. Gruesas cintas de oro se soldaban a la base de la sección hundida que iba a ser decorada para darle forma a los alvéolos, antes de agregar piedras o la pasta. A veces los alvéolos eran rellenados con diferentes materiales tales como piedras partidas o vidrio y esmalte mezclados para decorar el objeto, como se observa en la tapa del monedero de Sutton Hoo. Durante la era bizantina la técnica se desarrolló hacia el uso del estilo del alambre delgado solo adecuado para el esmaltado descrito en la próxima sección, la cual fue imitada en Europa a partir del período Carolingio.

### Esmaltado
Las piezas más antiguas de cloisonné que han llegado hasta nuestros días son anillos encontrados en tumbas del siglo XII a. C. de Chipre, fabricados utilizando alambre extremadamente delgado. En épocas posteriores el esmalte fue uno de los varios materiales de relleno utilizados en las piezas pequeñas, alvéolos de paredes gruesas del estilo de la antigüedad tardía y período de migraciones descrito arriba. A partir del siglo VI, el arte bizantino comenzó nuevamente a utilizar alambre más delgado para permitir la realización de diseños mucho más complejos, con mayor número de alvéolos menos geométricos, lo cual solo era posible utilizando esmalte. Estos trabajos todavía se realizan en objetos pequeños, aunque en algunos casos se juntaban varias placas para formar un objeto más grande, tales como la Pala de Oro, la pieza del altar en la Catedral de San Marcos, Venecia. En algunos objetos se combinaban alvéolos gruesos y delgados para contribuir a su concepto artístico. A menudo los diseños (como en el que se muestra a la derecha) tenían una porción importante del fondo que era oro liso, tal como en los mosaicos bizantinos contemporáneos. La zona a ser esmaltada era estampada para producir la depresión principal, con rayaduras o marcas para que el esmalte se adhiriera, y con el agregado de los alvéolos.
Desde Bizancio o el mundo islámico la técnica llegó a China en los siglos XIII-XIV; la primera referencia escrita se encuentra en un libro de 1388, donde es denominada "Objeto Dashi ('Musulmán')". No ha sido posible identificar objetos chinos del siglo XIV, la piezas más antiguas corresponden al reinado del emperador Xuande (1425–35), las cuales sin embargo muestra un uso acabado de los estilos chinos, lo que indicaría una experiencia considerable en la técnica. Inicialmente fue recibida con desconfianza por los cultores del arte chinos, por ser extranjero, y por parecer estar orientada al gusto femenino. Sin embargo desde principios del siglo XVIII el emperador Kangxi contaba con un taller de cloisonné entre las numerosas fábricas imperiales. Las piezas chinas más elaboradas y preciadas son de comienzos de la dinastía Ming, especialmente los reinados del emperador Xuande y el emperador Jingtai (1450–57), aunque las piezas del siglo XIX o modernas son mucho más frecuentes. La industria china parece haberse beneficiado con el aporte de varios refugiados bizantinos que huyeron en la Caída de Constantinopla en 1453, aunque solo basado en el nombre, es mucho más probable que los chinos adquirieron este conocimiento del Medio Oriente. En gran parte del cloisonné chino el azul es el color predominante, y la denominación china de la técnica es, jingtailan ("objetos Jingtai azules"), que se refiere a este hecho, y al emperador Jingtai. La calidad comenzó a disminuir en el siglo XIX. Inicialmente se utilizaban recipientes o figuras pesadas de bronce o latón, y los alambres se soldaban, pero posteriormente se utilizaron recipientes de cobre mucho más livianos, con el alambre pegado antes de la cocción. Las composiciones de los esmaltes y los pigmentos variaban según las modas.
En piezas bizantinas y aun chinas, no siempre el alambre rodea una zona de esmalte de un color en particular. A veces el alambre es utilizado con el solo propósito decorativo, con sus extremos en medio de la zona esmaltada, y a veces la frontera entre dos colores de esmalte no se encuentra delimitada con un alambre. En la placa bizantina que se observa a la derecha se observan ejemplos de estas técnicas en el alambre en la manga negra del santo, y en el blanco de sus ojos y el cuello. También ver el cuenco chino que se muestra arriba a la izquierda.
El cloisonné chino es el cloisonné esmaltado más conocido y difundido, aunque los japoneses también produjeron gran cantidad de objetos a partir de mediados del siglo XIX, de gran calidad. En Japón los esmaltes cloisonné son denominados 'Shippo'. Los cloisonné rusos de la era zarista son muy apreciados por los coleccionistas, especialmente los de la Casa Fabergé o Khlebnikov, en Francia y en otras naciones también produjeron pequeñas cantidades. A veces el cloisonné chino es confundido con el esmaltado cantonés, un tipo de trabajo de esmaltado similar que se pinta a mano y donde no se utilizan particiones para separar los colores.
En la Europa medieval la técnica del esmaltado cloisonné fue gradualmente desplazada por la del esmaltado champlevé, en la cual los alvéolos que se rellenarán con el esmalte son producidos creando hendiduras (utilizando diversos métodos) en el objeto base, en vez de fabricando compartimentos sobre él como en el cloisonné. Posteriormente se han desarrollado otras técnicas que permiten aplicar el esmalte sobre una superficie plana sin que se escurra. El plique-à-jour es una técnica de esmaltado similar que utiliza esmaltes claros sin un material base de metal, mediante la cual se obtiene un objeto que posee la apariencia de un objeto en miniatura de vidrio coloreado - o sea un cloisonné sin un material de fondo. La técnica de plique-à-jour es por lo general utilizada para producir una base sobre una plancha delgada de mica o de cobre la cual es posteriormente despegada (en el caso de la mica) o removida con ácido (en el caso del cobre).
Se han desarrollado otras formas utilizando esta técnica, aunque su uso ha sido limitado. En Japón en el siglo XIX fue utilizada en vasijas de cerámica con esmaltes cerámicos, y ha sido usada con rellenos de laca y acrílicos modernos para los alvéolos. Una versión de la técnica cloisonné a menudo es utilizada para distintivos de solapa, distintivos de logotipos de numerosos objetos tales como automóviles, incluidos modelos BMW, y otros usos, si bien en estos casos el metal base es fundido por lo general con los alvéolos conformados, por lo que el uso del término cloisonne', es cuestionable. El nombre correcto de dicha técnica es champlevé que es la denominación que utilizan los orfebres, metalistas y especialistas del esmalte.
Existe una gran colección de 150 piezas de cloisonné chinas en el G.W. Vincent Smith Art Museum en Springfield, Massachusetts.

## Proceso moderno

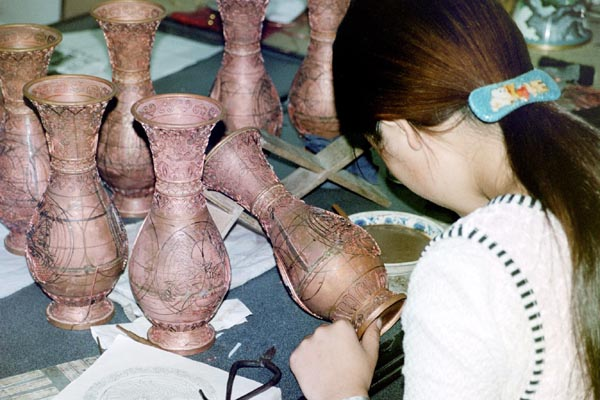
Agregado de alvéolos de acuerdo a un patrón previamente transferido al objeto a decorar.

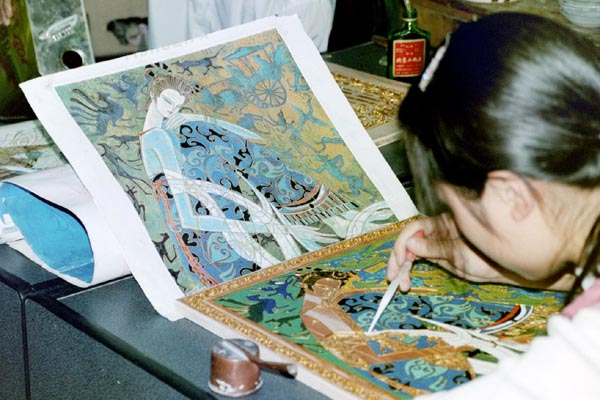
Agregado de frita luego de sinterizar los alvéolos. Una vez concluido se cuece la pieza, luego desbastado (repitiendo la operación si fuera necesario) luego es pulida y electroplateada.

Primero se debe fabricar o conseguir el objeto que se desea decorar; por lo general es el producto del trabajo de diversos artesanos. El metal que por lo general se utiliza para producir el cuerpo es cobre, dado que es barato, liviano y es fácil de trabajar y estirar, pero se pueden utilizar oro, plata u otros metales. El alambre para cloisonné es fabricado de plata fina u oro fino. Se lo dobla de forma de producir las formas que definen las áreas a ser coloreadas. Los dobleces son todos en ángulos rectos, de forma que el alambre no se revire fuera de la superficie del alvéolo. Esta tarea se realiza usando pinzas y dispositivos especiales. Los diseños con los alambres puede consistir de varios diseños intrincados que juntos conforman un diseño de mayor tamaño. Se puede utilizar soldadura para unir los alambres, pero su uso hace que posteriormente el esmalte se decolore y forme burbujas. La mayoría de los esmaltes bizantinos en existencia poseen alvéolos soldados, sin embargo el uso de soldadura para adherir los alambres de los alvéolos en general ha caído en desuso a causa de su dificultad, con excepción de algunos "esmaltadores contemporáneos puristas" que fabrican faces de relojes caros y joyas caras de muy alta calidad. En vez de soldar los alvéolos al metal base, el metal base es cocido con una delgada capa de esmalte claro. El alambre del cloisonné es adherido a la superficie del esmalte con goma tragacanto. Cuando la goma se ha secado, la pieza es cocida nuevamente para que el alambre cloisonné se fusione en el esmalte claro. La goma se quema, y no deja ningún residuo.
Los esmaltes vidriosos de diferentes colores son molidos en un mortero de ágata o porcelana de manera de obtener un polvo fino, luego se los lava para eliminar las impurezas que podrían decolorar el esmalte durante la cocción. Cada esmalte de color es preparado de esta manera previo a su uso y luego se lo mezcla con una solución muy diluida de goma tragacanto. El compuesto vítreo consiste de silicio, nitrógeno y óxido de plomo al cual se le agrega óxido metálico para dar los colores. Utilizando espátulas delgadas, pinceles o mangas, el artesano coloca el fino polvo coloreado en cada alvéolo. Se deja que la pieza se seque antes de proceder a su cocción, la que se realiza colocando toda la pieza junto con el esmalte de relleno en un horno. El esmalte en los alvéolos se reduce mucho durante la cocción, a causa de la fusión y encogimiento por la naturaleza granular del polvo de vidrio, en forma similar a lo que pasa al fundir azúcar en un horno. El proceso se repite varias veces hasta que los alvéolos quedan completamente llenos hasta el borde del alambre. 
Existen tres estilos de cloisonné: cóncavo, convexo, y plano. El método usado para su terminación determina su aspecto final. En el cloisonné cóncavo los alvéolos no son llenados completamente. Al fundir el esmalte por capilaridad la superficie del esmalte se curva contra el alambre del cloisonné, produciendo una superficie cóncava. El cloissoné convexo se obtiene rellenando en exceso los alvéolos en la última cocción. Ello le otorga a la zona con cada color un aspecto de montículos levemente redondeados. El cloisonné plano es el más común. Luego que todos los alvéolos son rellenados el esmalte es pulido para conformar una superficie suave mediante una herramienta abrasiva, usando las mismas técnicas que se utilizan para pulir las piedras cabochon. La parte superior del alambre del cloisonné es pulido de forma que quede al ras del esmalte y adquiera lustre y brillo. Algunos alambres de cloisonné son electroplateados con una delgada película de oro, que al contrario de lo que sucede con la plata no se pondrá opaco.

## Galería

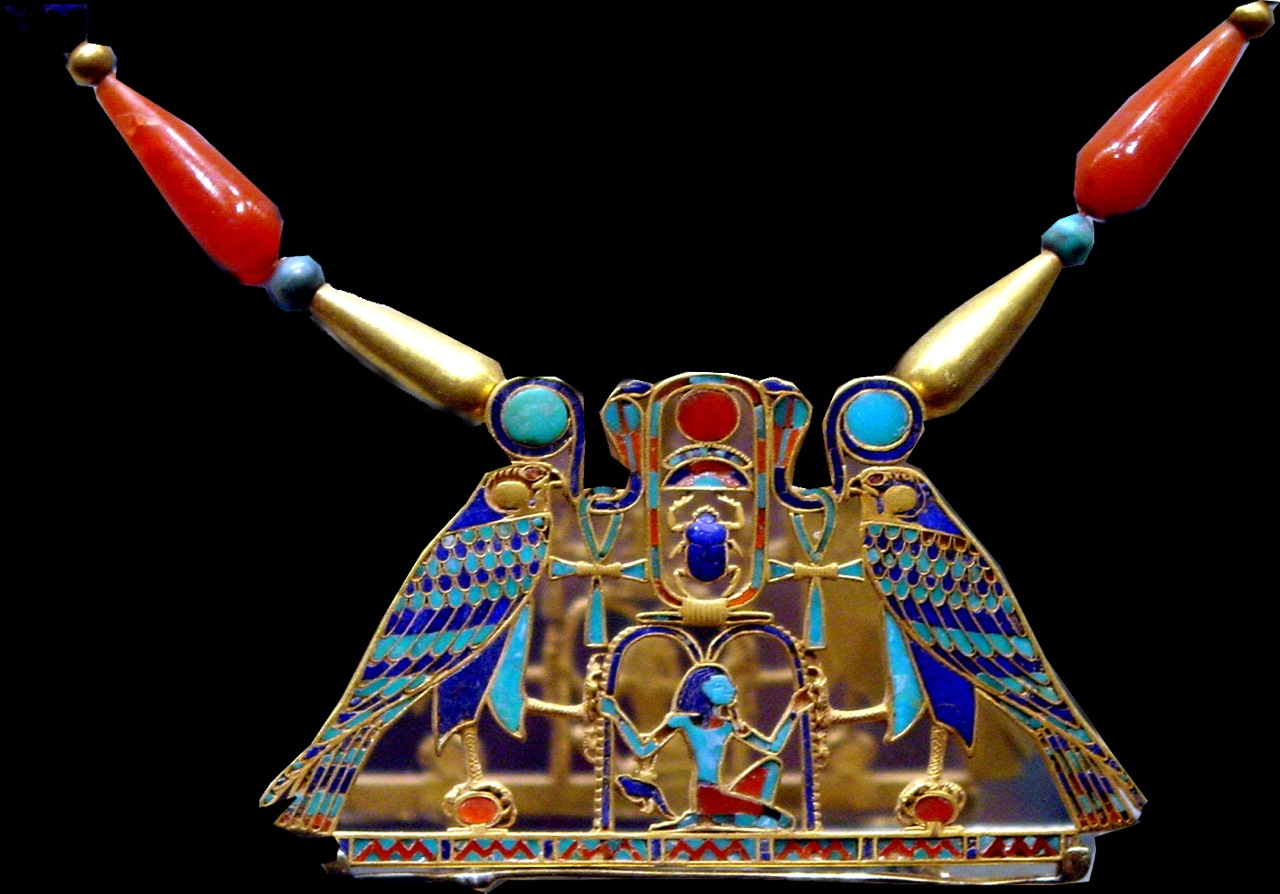
Pectoral de Sesostris II, de la tumba de su hija. Insertos cloisonné en oro de cornalina, feldespato, granate, turquesa, lapis lazuli.
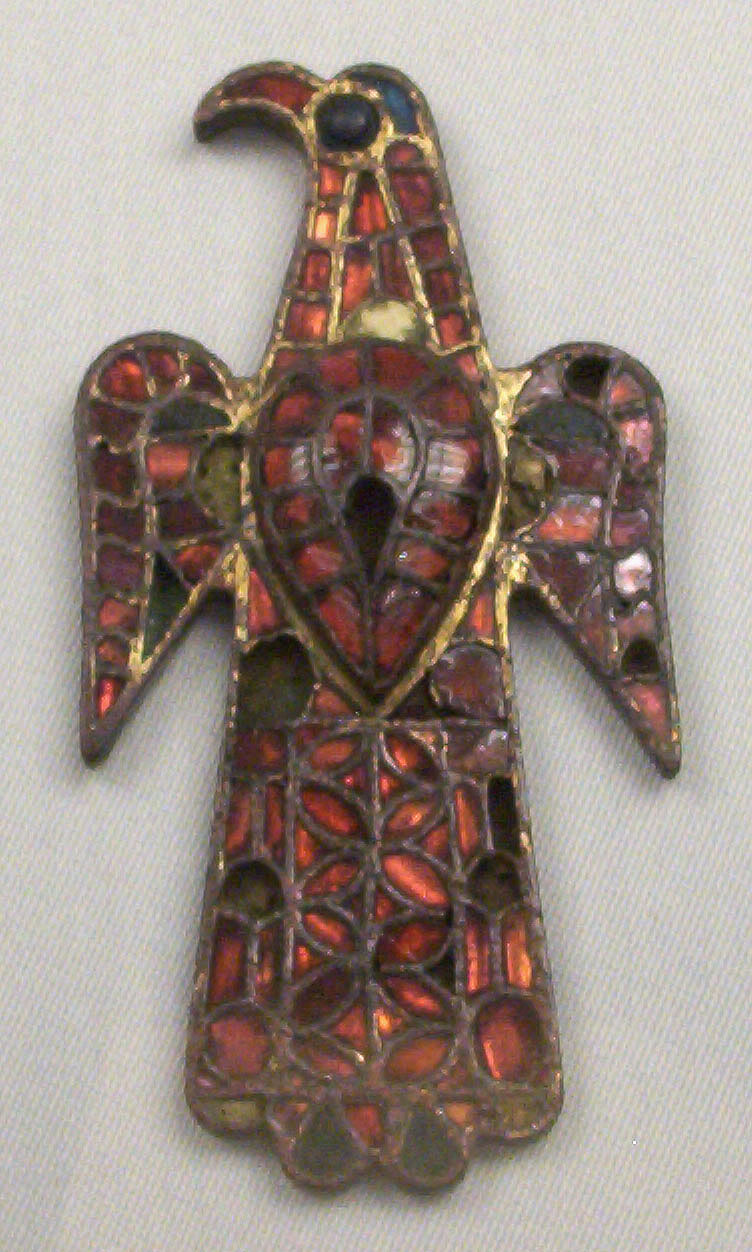
Fíbula en forma de águila, visigoda del siglo VI , de España con incrustaciones en pasta de vidrio.
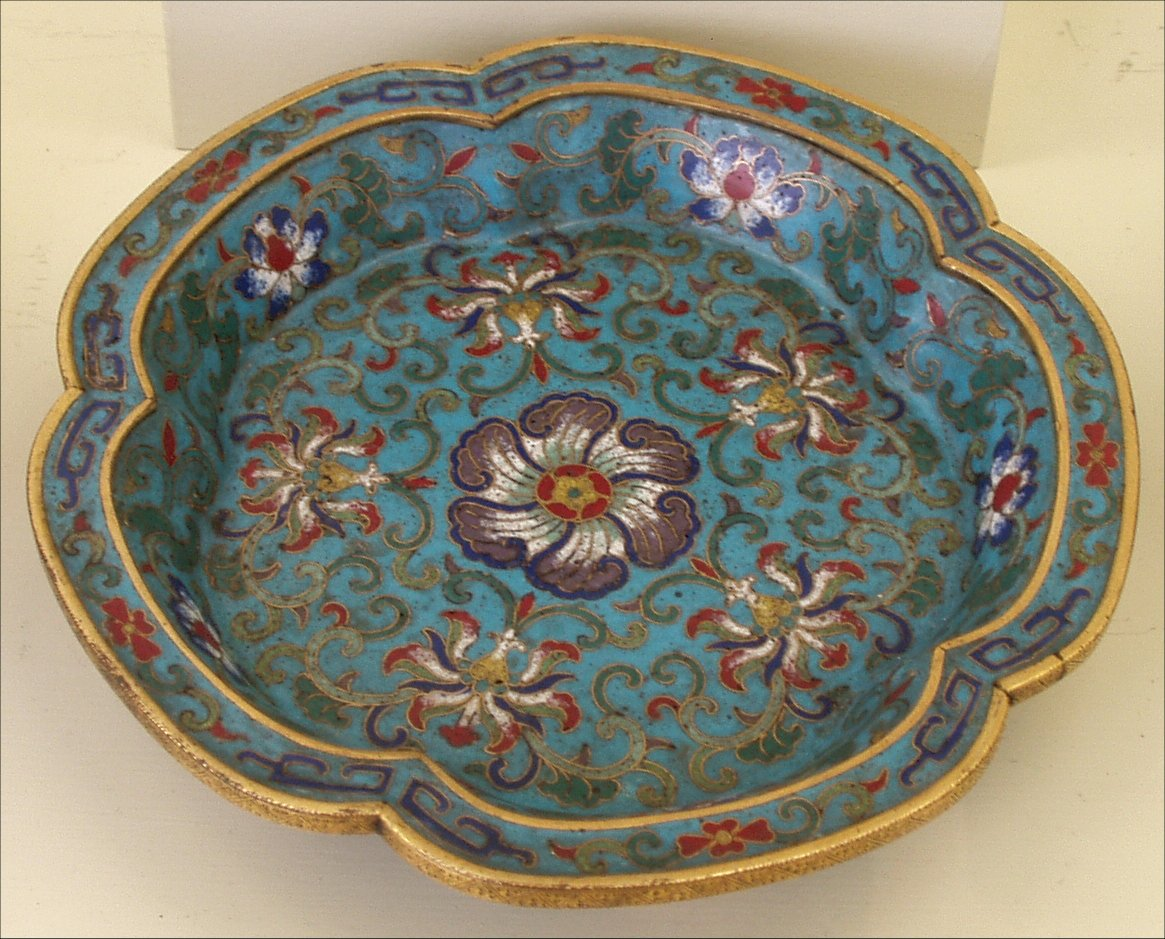
Plato cloisonné de la dinastía Qing
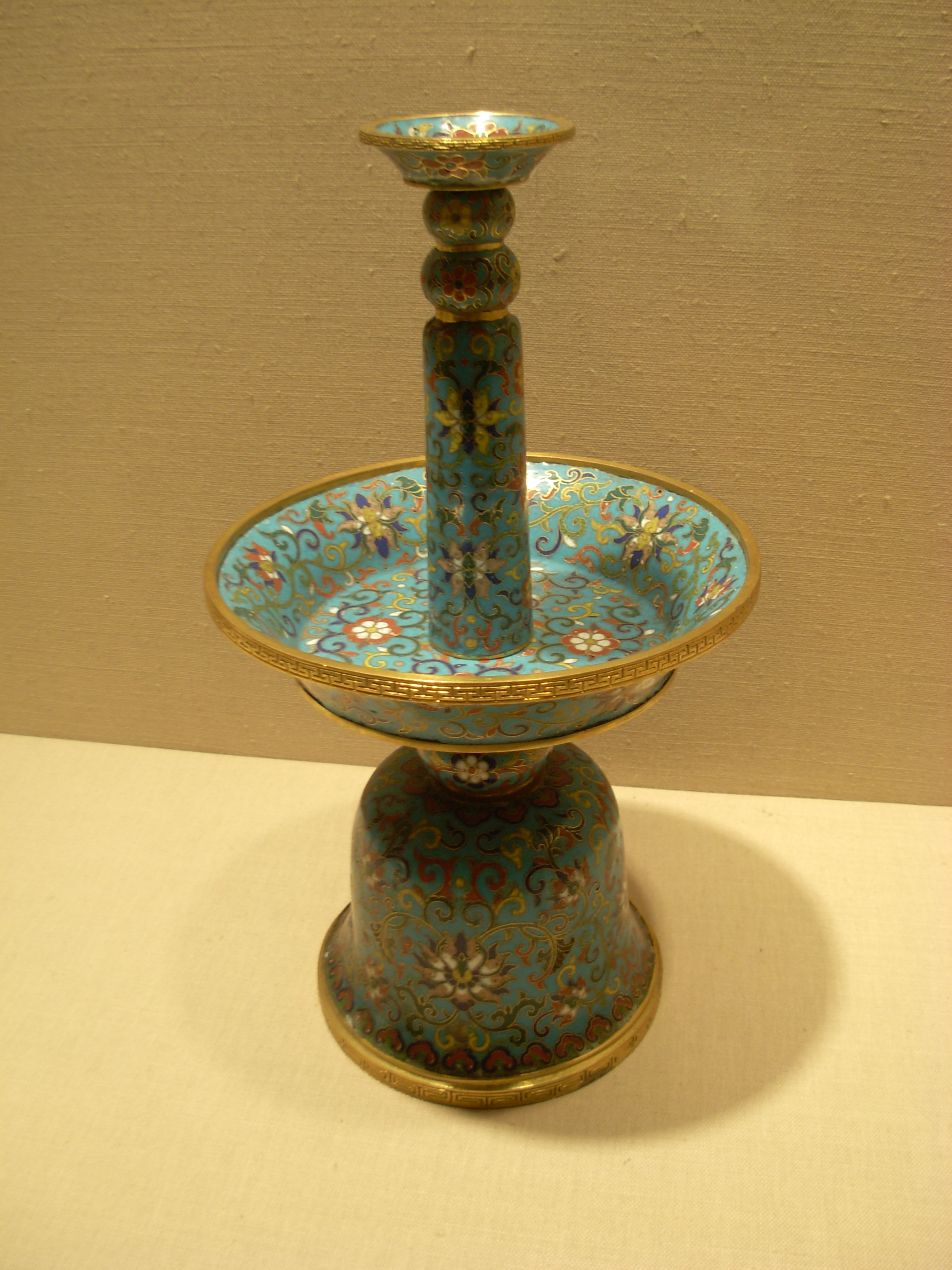
Candelabro chino esmaltado y dorado del siglo XVIII o XIX, Dinastía Qing
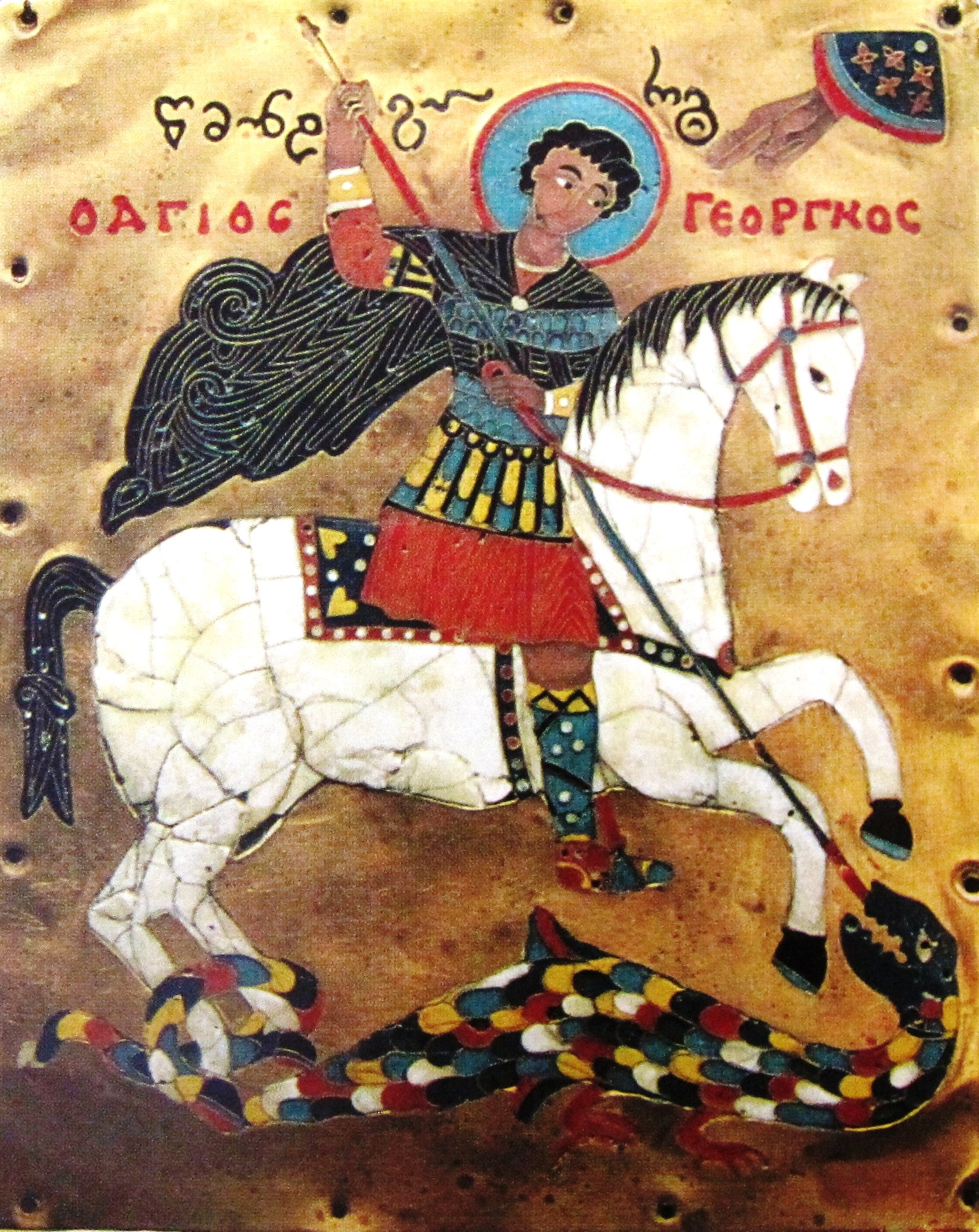
San Jorge matando al dragón, esmaltado cloisonné del siglo XV en oro. (Museo Nacional de Arte de Georgia).
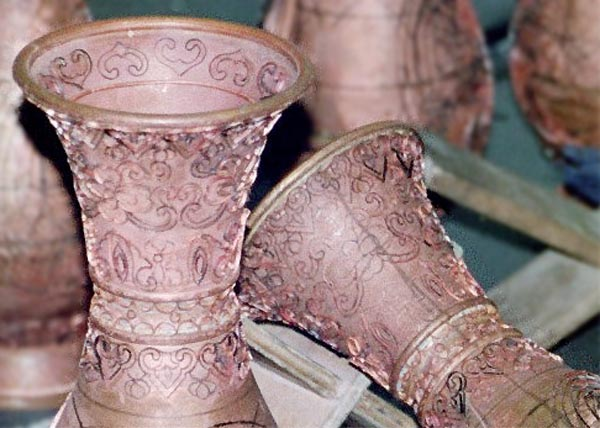
Detalle mostrando el patrón de los alvéolos y algunos de ellos parcialmente rellenados
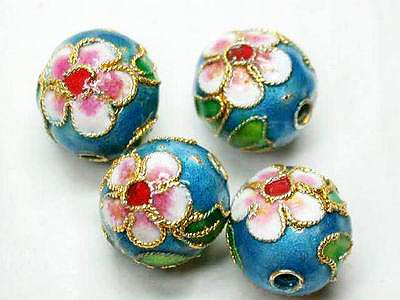
Bolas esmaltadas alveoladas modernas
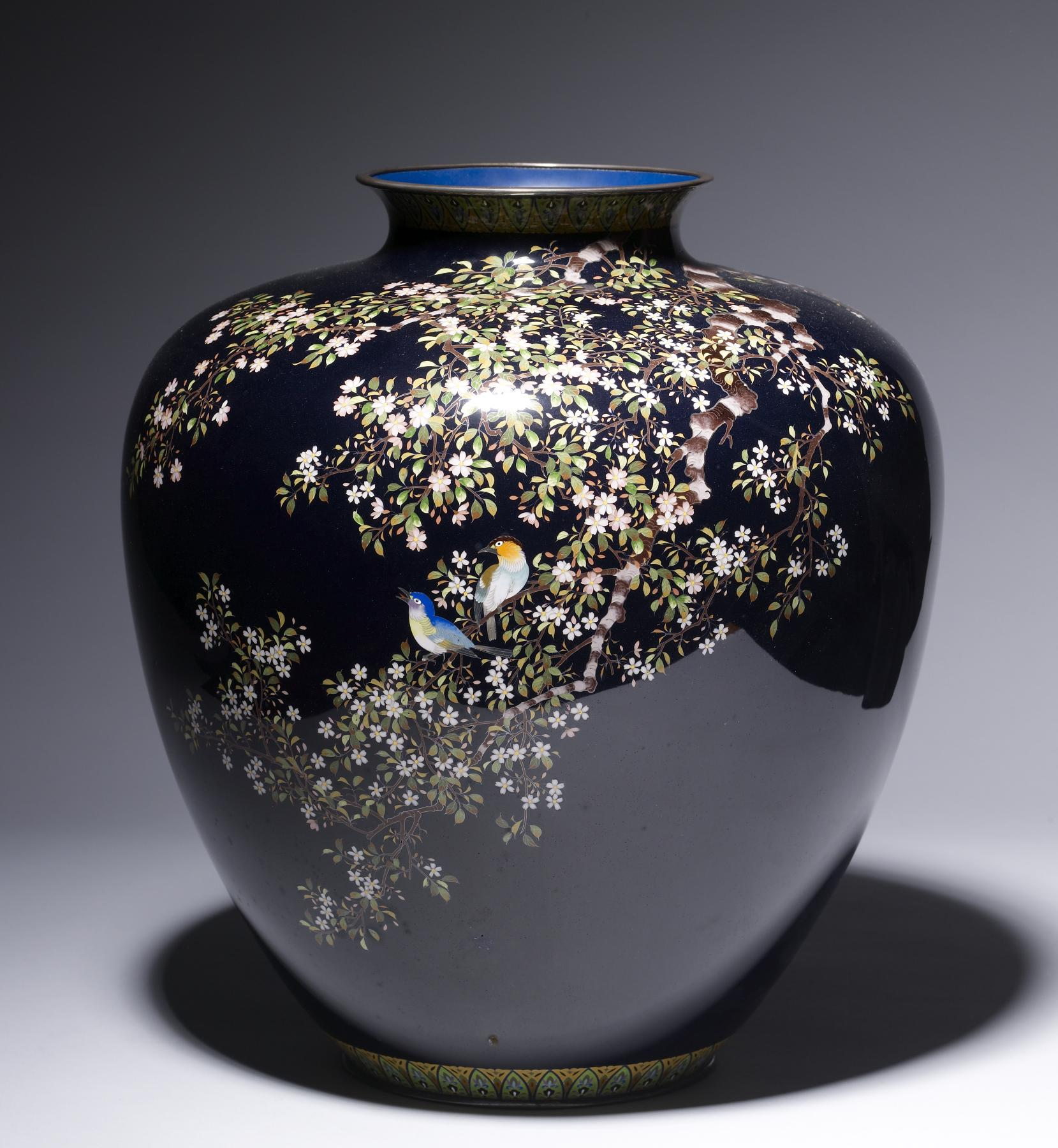
Ando Cloisonné Company, (c. 1910). Museo Walters.
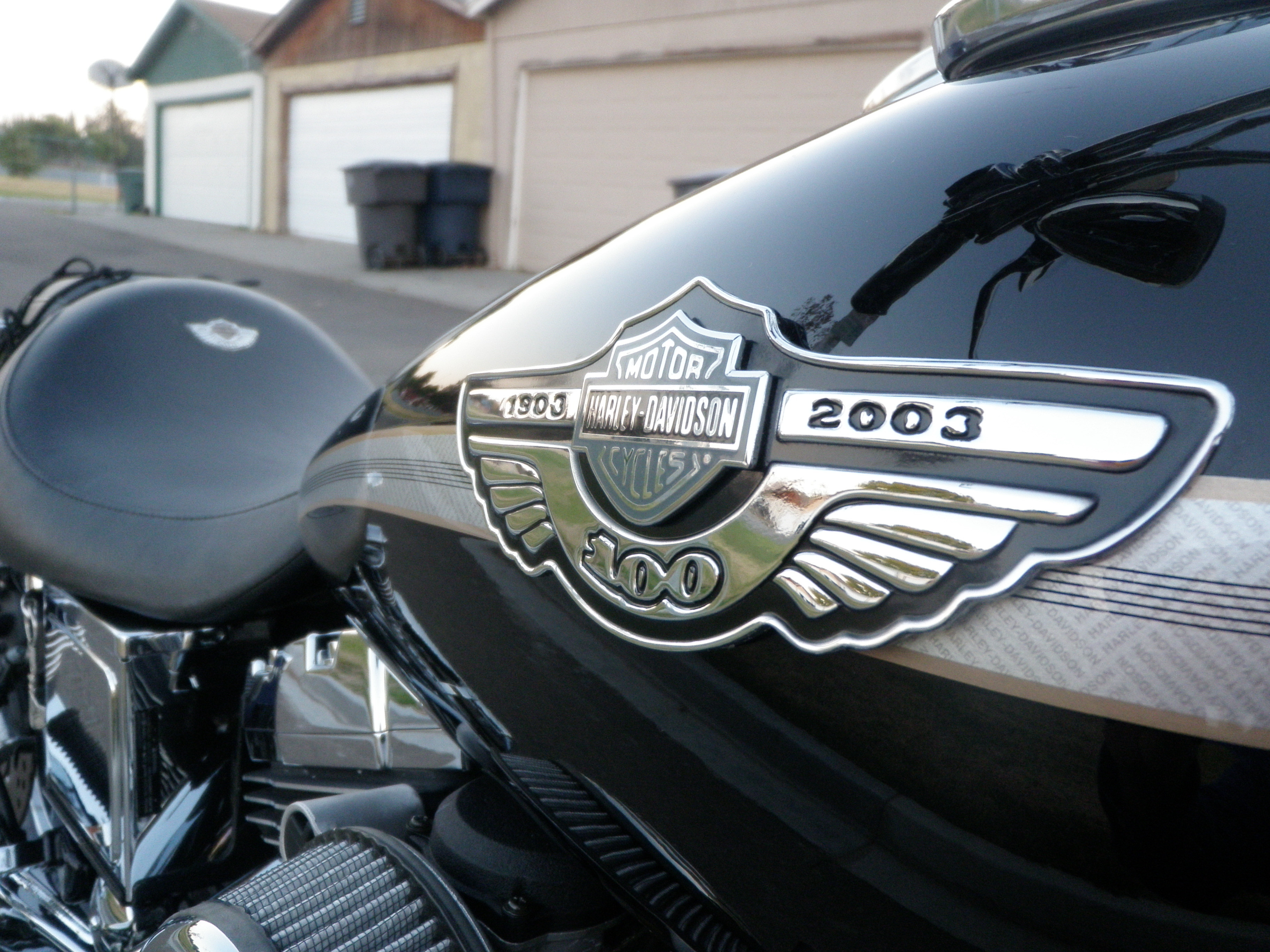
Tanque de combustible de la Harley-Davidson "100 Aniversario" decorado con cloisonné en una moto modelo Dyna Low Rider 2003
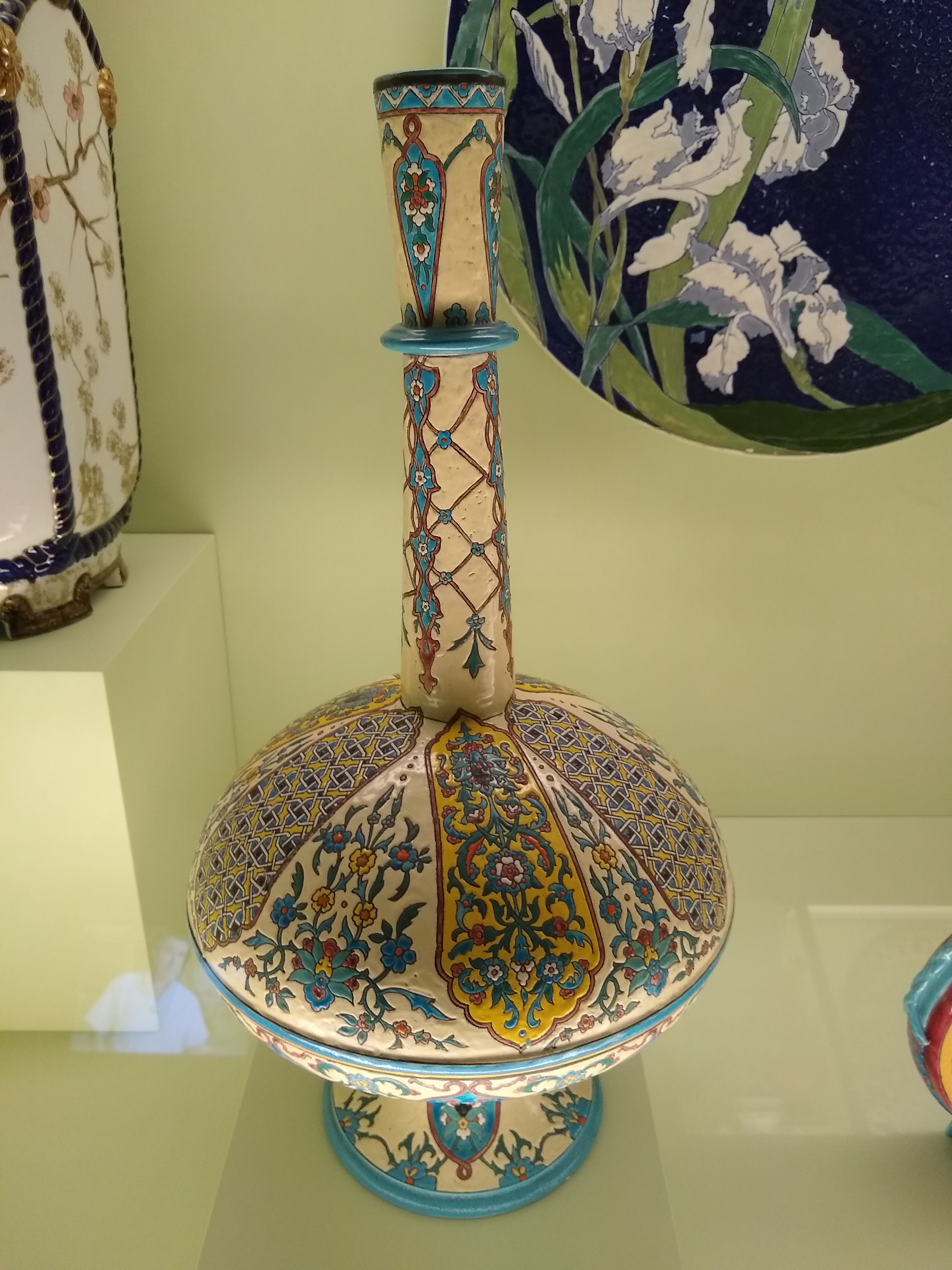
Jarrón de estilo islámico de entre 1860 y 1930.